# جيمس أ. كلاركسون
جيمس أ. كلاركسون (بالإنجليزية: James A. Clarkson)‏ هو رياضياتي وأستاذ جامعي أمريكي، ولد في 1906، وتوفي في 1970.